# ママ・ミラベルのムービータイム
『ママ・ミラベルのムービータイム』（原題：Mama Mirabelle's Home Movies）は、英国のドキュメンタリー風知育アニメ。キング・ロールズ・フィルムズ制作で、ナショナル・ジオグラフィックの子会社であるナショジオ・キッズ監修のもとで英国のCBeebiesで放送されていた。
日本では、専門チャンネルのディズニージュニアで本放送開始（2012年10月）から1年半は月～金の午前9時半～10時に2話ずつリピート放送されていたが、同チャンネルでの特別枠『キラキラパジャマ』が2014年4月1日に新設されたのに伴い、月～金の午後10時～10時半に放送時間が移動した。

## 番組概要
この作品では、1エピソード（放送時間は約12分。前述のとおり30分枠で2話放送）中に必ず実写映像（作品中でママ・ミラベルは『映画』と呼んでいる。しかし、実写映像のみの放送時間は、映画と呼ぶにはあまりにも短すぎるが、ディズニージュニア放送の全番組中では最長）が流れ、それを使ってママ・ミラベルが子供たちに様々な動物の生態などを説明する。実写映像は1話に1つだけとは限らない。

## 登場人物
以下の4人以外に、毎回1人以上のキャラが登場する。各キャラの担当声優は日/英の順。
ママ・ミラベル
声 - 杉村理加 / ヴァネッサ・ウィリアムズ
主人公で、マックスの母親のゾウ。「映画」を撮るのが大好きで、しばしば世界中を旅している（とはいっても、作品中で彼女が実際に旅しているシーンはほとんどない）。2本足で立っていることが比較的多い。最終回（第52話）で誕生日を迎える。
マックス
声 - 原田ひとみ / フィリップ・アレクサンダー
ママ・ミラベルの1人息子。
カーラ
声 - 安武みゆき / テレサ・ギャラガー
マックスの女友達のシマウマ。
ボー
声 - 沖田愛 / ジュール・ド・ジュー
マックス＆カーラの男友達のチーター。

## エピソード一覧
1. すてきなどろんこ
2. おうちはどこ?
3. みんなであそぼう
4. いろんなしっぽ
5. ちがうシマのあかちゃん
6. たべものはエネルギー
7. おやすみウォンバット
8. マックスのきけんしんごう
9. じぶんのペースで
10. おんがくをたのしもう
11. おおきくなりたい
12. ちからをあわせて
13. かわるいきもの
14. カーラのかくれんぼ
15. いろいろなヒーロー
16. コウモリのとくぎ
17. サバンナのおうさま
18. おおきさはいろいろ
19. おおきなあしあと
20. たびするともだち
21. どうぶつ　みっけ!
22. ボーの　しっぱい
23. はんにんは　だれ?
24. かぜひいちゃった
25. ぶきみな　おと
26. ちいさな　あかちゃん
27. サバンナのおいわい
28. なぞのたまご
29. おしごとがんばれ
30. ともだちになろう
31. あついとき　さむいとき
32. シマウマはとべない
33. ちがうのは　どこ?
34. ママのたび
35. ちからもちのヒーロー
36. ガラパゴスのおはなし
37. みずうみの　なかに
38. おやすみの　まえに
39. まほうの　つえ
40. あしの　かたち
41. かぞくの　かたち
42. サバンナの　はっぴょうかい
43. はなしをきいて
44. あめのひに　できること
45. うみの　たんけんか
46. かえりみちは　どこ?
47. まぜこぜどうぶつ
48. ひとりの　じかん
49. いろいろな　はな
50. なにを　みているの?
51. ねえ　きいた?
52. ママのたんじょうび